# Новый (Северский район)
Новый — хутор в Северском районе Краснодарского края.
Входит в состав Новодмитриевского сельского поселения.

## География
Хутор Новый расположен примерно в 21 км к югу от центра Краснодара. В 7 км северо-западнее хутора находится станция Энем I Северо-Кавказской железной дороги РЖД. В 8 км северо-западнее хутора проходит автодорога А146 Краснодар — Новороссийск. Ближайшие населённые пункты — хутор Оазис и станица Новодмитриевская. На хуторе одна улица — ул. Береговая.

## Население
| 2002 | 2010 |
| ---- | ---- |
| 30   | ↘12  |